# 桐生明治館

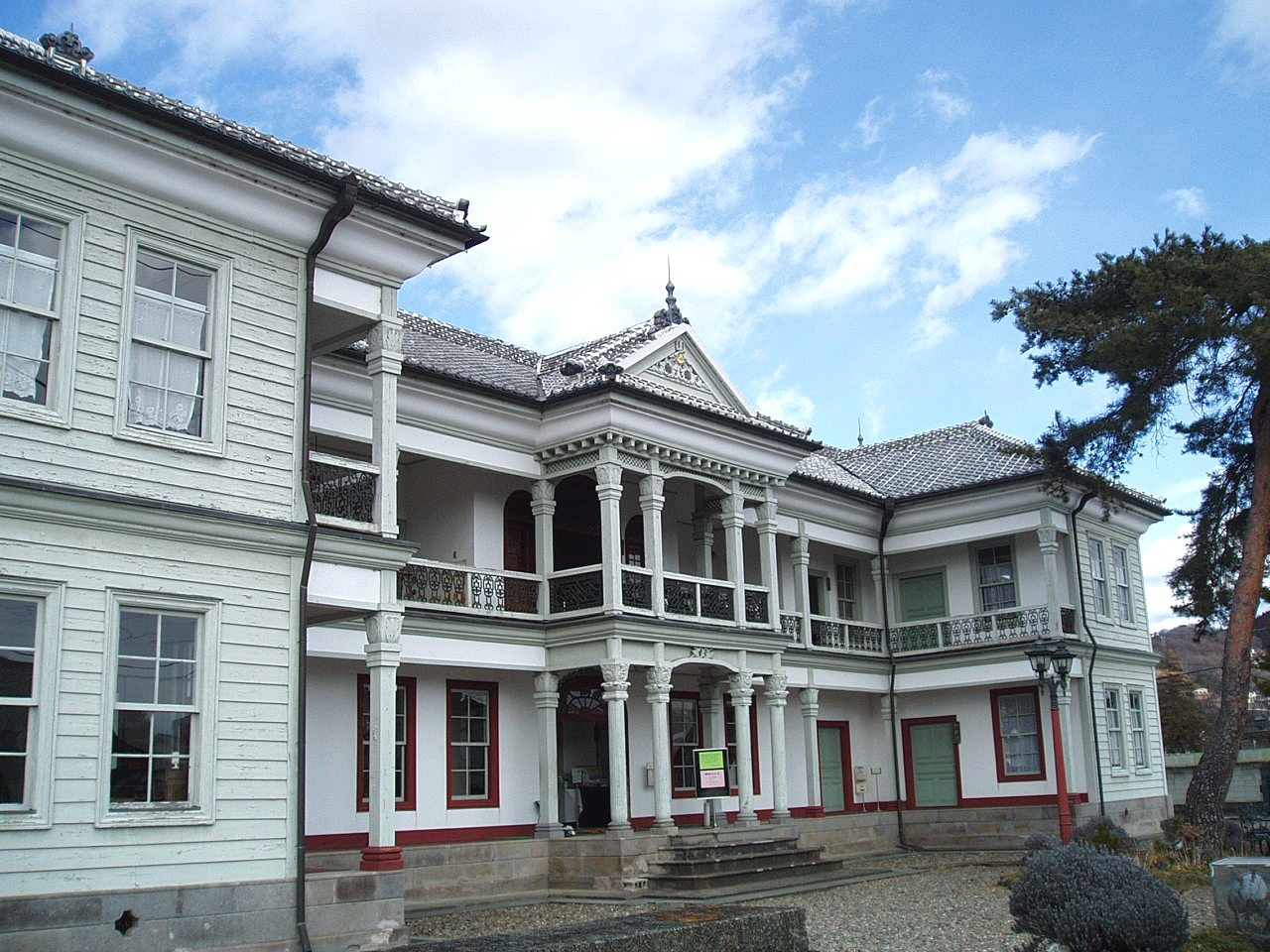
建物近景

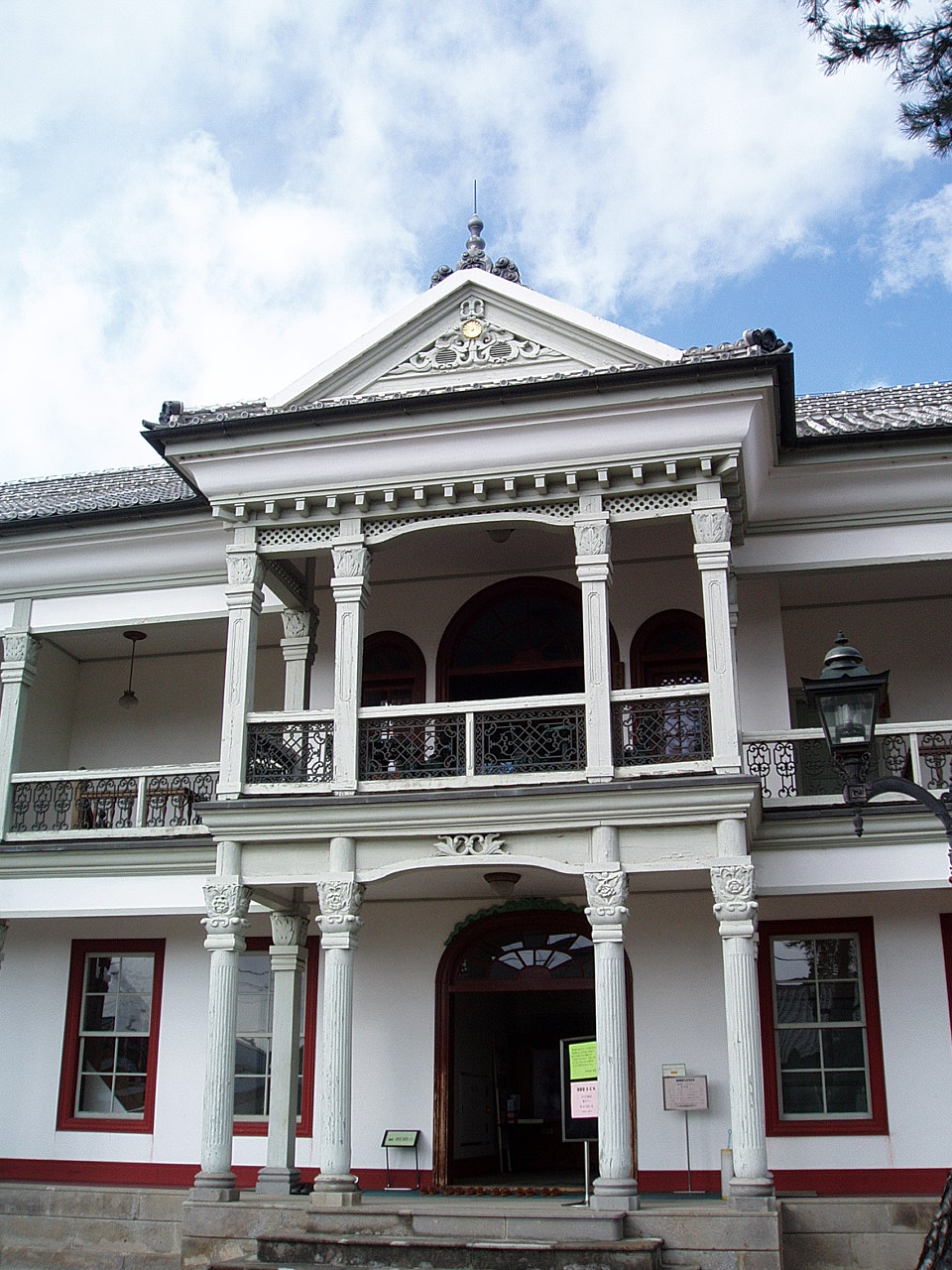
建物正面

桐生明治館（きりゅうめいじかん）は、群馬県桐生市相生町にある、明治初期（1878年）の擬洋風建築である。「旧群馬県衛生所」の名称で、重要文化財に指定されている。

## 概要
館内には、明治期のピアノやオルガン、洋風建築に関する資料などが常設展示され、資料館として活用されている。
会議室や展示室は、会議・展示会場として利用が可能である。

### 利用情報
- 開館時間：午前9時から午後5時
- 休館日：毎週月曜日・祝日の翌日（月曜日と重なる時は翌日）・年末年始（12月28日から翌年1月4日まで）
- 観覧料：大人150円　小人50円　（団体：30人以上　大人110円　小人35円）

## 歴史
建築物としての歴史は、1878年（明治11年）に衛生所兼医学校として、前橋に新築されたことに始まる。その後、山田郡相生村に移転した際に大幅に改築されたが、重要文化財に指定された後、保存修理工事を行い、創建当初の姿に復元された。

### 年表
- 1874年（明治7年）1月 衛生局が熊谷県熊谷に開局。
- 1876年（明治9年）
  - 5月 衛生局を衛生所と改称。熊谷県医学校開校。
  - 8月21日 第二次群馬県設置。
- 1878年（明治11年）
  - 5月1日 群馬県衛生所兼医学校の新築工事開始。
  - 8月30日 新築工事完了。
- 1879年（明治12年）1月 衛生所が廃止。
- 1881年（明治14年）6月 医学校が廃校。その後、県立女学校、師範学校付属小学校、群馬県農会などに転用。
- 1928年（昭和3年）9月26日 相生村役場として、現在地に移転・改築工事開始。
- 1929年（昭和4年）2月25日 移築工事完了。
- 1954年（昭和29年）10月1日 相生村が桐生市へ合併。桐生市役所相生出張所として利用。
- 1959年（昭和34年）4月1日 相生公民館を併設。
- 1976年（昭和51年）2月3日 ｢旧群馬県衛生所｣として重要文化財に指定。
- 1982年（昭和57年）3月31日 出張所・公民館転出。
- 1984年（昭和59年）1月1日 保存修理工事開始。
- 1986年（昭和61年）
  - 3月31日 保存修理工事完了。創建当初の姿に復元。
  - 5月1日「桐生明治館」として公開。

## 交通
- 上毛電気鉄道
  - 上毛線：天王宿駅より、徒歩約5分。
- わたらせ渓谷鐵道・東武鉄道
  - わたらせ渓谷線・桐生線：相老駅より、徒歩約10分。